# El pobre rico
El pobre rico es una película española de comedia dramática estrenada en 1942, coescrita y dirigida por Ignacio Iquino y protagonizada en los papeles principales por Roberto Font y Mercedes Vecino.

## Sinopsis
Un portero de un cabaret se convierte en millonario por un golpe de suerte, tras recibir siete millones de pesetas. Una atractiva mujer intentará separarle de su familia, con la única intención de quedarse con su dinero. A partir de aquí, surgirán múltiples situaciones tragicómicas que demostrarán que el dinero no siempre es sinónimo de felicidad.

## Reparto
- Roberto Font
- Mercedes Vecino
- Angelita Navalón
- Antonio Riquelme
- José Jaspe
- Pedro Mascaró
- Mary Santpere
- Joaquín Torréns